# Edvi Illés Pál
Edvi Illés Pál (Réti, 1793. június 29. – Pest, 1871. június 22.) evangélikus lelkész, a Magyar Tudományos Akadémia levelező tagja, költő.

## Életpályája
Apja Edvi Illés Ádám prédikátor volt, akinek volt ugyan egy kis birtoka és tőkepénze is, de ennek nagy részét elvesztette vejének szerencsétlen gabonakereskedése és a devalváció miatt, így hét gyermeke nevelésére szerény papi jövedelméből nem sokat fordíthatott. Pál a grammatikai osztályra Sopronba küldetett, melynek líceumában 1802-től 1813-ig tanult; iskolai pályája közben magánoktatója volt Véssei Antal nemes úrfinak, akinek szülei házánál, Dencsen, Somogy vármegyében két nyári szünidőt töltött. Külföldi egyetemekre menetelében a francia háború akadályozta. 
Nevelő lett tehát először báró Prónai Simon házánál, ahova 1813 májusában került. Itt egy évet töltött részint Nándorban (Nógrád vármegye), részint Tápiószentgyörgyön (Pest vármegye). Innét Debrecenbe ment, ahol megismerkedett Igaz Sámuellel. Azután Pesten tartózkodott, míg Schimko ajánlatára Ürménybe (Nyitra vármegye) került Appel Károly, gróf Hunyadi jószágigazgatójának tanuló fiai mellé. Ezen állomásán szövődött a barátsága Rubrini Sámuellel, a dárdai uradalom felügyelőjével, akitől a gazdászat iránti előszeretet szállt reá. 
Ürményben is csak egy évet töltött, majd Magyarország nagy részét beutazta. 1815-ben megnyílván az út külföldre, már áprilisban a jénai egyetemre sietett és ott hallgatta Danz, Herder, Gabler, Schott, Voigt, Oken, Luden és Eichstädt előadásait, a szünetek idejében pedig meglátogatta a schulpfortai intézetet, Erfurtot, a dietendorfi Herrnhuttereket, Gothát és Salzmann nevelőintézetét Schnepfenthalban. Hazaérkezése után, 1817 októberében káplánnak avatták fel atyja mellé Rétiben. 1818-ban rendes prédikátornak hívta meg a nagygeresdi gyülekezet. 1823 szeptemberében híveinek izgatottsága miatt, Kis János közvetítésével Vanyolára, Veszprém vármegyébe költözött. Itt ismerkedett meg a serdülő Vajda Péterrel, akinek Vanyola volt szülőföldje.
1826. november 1-jén rétalapi Németh Teréziával lépett házasságra; hét gyermekének maga volt tanítója, és ez adta neki a főösztönt enciklopédiai és neveléstani munkáira. 1831-ben meghívták a nemesdömölki gyülekezetbe, ahol hivataloskodása végeig megmaradt; itt reá bízták a püspökök okleveleit, és itt választották az esperességben iskolai felügyelővé és törvényszéki tanácsossá, Vas és Sopron vármegye táblabírájává. A Magyar Tudományos Akadémia 1835. szeptember 14-én választotta levelező tagjának. A dömölki templomba a kisszerű orgona helyett nagyobbat szereztetett be, a templom tornya magasbíttatott és a templom körüli mocsárt betöltette és kőfallal keríttette. 1854 októberében egyetlen leánya meghalt, árvák hátrahagyásával; 1860. június 1-jén a paplak hátulsó része hamuvá égett.
1863-ban megvakult, így hivataláról le kellett mondania, Pestre költözött, ahol egyetlen fiánál, Edvi Illés Gyulánál lakott. A Magyar Nemzeti Múzeum kertjében gyakran lehetett egy tisztes öreg párt látni sétálgatva, üldögélve, Illés volt nejével, aki oda is kisérte, hű barátnéja és ápolónője maradt haláláig.

## Munkái
- A halál angyalának szép szavai a haldokló szűzek körül… alsó-káldi Káldy Judit kisasszony elhalálozásakor… Sopron, 1819.
- Vallás-Türedelem Példaji a legujabb időkből, mellyeket e folyó Század második Negyede kezdetére ajándékul gyüjtött és szerkeztetett. Pest, 1826. Online
- Főispáni fény-koszorú, melyet Vázsonykői gróf Zichy Ferraris Ferencz úrnak, Győr vármegye főispánjának szept. 17. 1827. lett beiktatásának ünnepies alkalmára versekben foglalva, nyujtott. Győr.
- A szent frigy, vagyis a hallgatók és lelki-tanítók között fönnálló szövetségnek szentséges volta. Kathedrai beszéd, melyet az aug. confessiót tartó nemes dömölki ev. gyülekezetbe szept. 11. (okt. 2.) 1831. történt beiktatása alkalmatosságával mondott. Toldalékul közöltetik a szerzőnek életirása. Pest.
- Ékes házi oltár, vagyis verses imádságok evangelikus keresztyének számára. Uo. 1832. (és 1833-ban.)
- Halált hordozunk magunkban. Eredeti halotti beszéd, melyet… mesterházi Mesterházy Dániel úr hitves társának, szül… Konkoly Thege Anna asszonyságnak elhalálozásakor az idvezültnek hideg tetemei fölött, Mesterházán márcz. 2. 1832. mondott. Sopron, 1832.
- Confirmálási Emlék-czédulák. Pest, 1832. (32-féle Szentirás-mondalékokból.)
- Prédikáczió, melyet ő idvezült felségének, első Ferencz királyunknak halálára tartott gyászünnepiség alkalmával… mondott. Uo. 1835.
- Idvezkedő versek. Méltóságos győri-szemerei Markovich István úrnak, a nagymélt. hétszemélyes tábla birájának… az ág. ev. dunántúli egyház-kerületében, főfelügyelői hivatalában, Sopronban, okt. 7. 1835. történt beiktatásakor… Sopron. (Névtelenül.)
- Első oktatásra szolgáló kézikönyv, vagyis a legszükségesebb tudományok öszvesége, vallási különbség nélkül minden néptanítók és tanulók számára készült, s a magyar tudós társaság által I-ső rendű Marczibányi Lajos jutalommal koszorúzott pályamunka. Buda, 1837. (Ism. Figyelmező. 2. jav. és bőv. kiadás 3 kötetben. Uo. 1838. ezért külön 229 frtot kapott; 3. kiadás. Uo. 1841–44.: Népszerű gazdaságtan. 1844. Népszerű földleirás-, történet- és törvénytan. 1844. Népszerű magyar nyelvtan és irásmód, idegen szók lajstromával…. 1844. Népszerű számvetéstan és időszámlálás tudománya. 1844. Népszerű természet- és egészségtan. 1844.)
- Gyónók kathéchizmusa, azaz: a szent urvacsorájához elkészítendő evangelikus növendékek tanulsága… Pest, 1837.
- Keresztyén ábécze, azaz: A keresztyén vallásbeli tudománynak első kezdete… Pápa, 1839. (3. megbőv. kiadás. Uo. 1845. 4. kiadás, Pest, 1850.)
- A latin nyelvtudomány elemei magyar nyelven… Pest, 1840. (Ezért Eggenberger 100 frt honoráriumot fizetett. Ism. Figyelmező.)
- Egy egész esztendőre szolgáló eredeti közérthető keresztyén prédikácziók, Uo. 1840–41. Négy kötet. (Ezen munkájáért Károlyi 500 frtot fizetett.)
- Öntanulás gyakorlatian tárgyalva… Uo. 1843. (Heckenast ezért 100 frtot fizetett.)
- A nemes-dömölki evangelikus hivek templomának évszázados ünnepélye. Emlékirat… Uo. 1844. (Ebben: Az egyház és templom historiája. A kathedrai szónoklat, vagyis a prédikáczió.)
- Esperesi beköszöntés az ág. ev. hitvallást tartó kemenesalyi nemes és szent gyülekezetekhez. Pápa, 1845.
- Népszerű halotti predikácziók. Protest. lelkészek használatára főleg. Pest, 1846. Online
- Postilla, azaz: keresztény erkölcsi prédikácziók, egy egész egyházi esztendőre. Uo. 1847.
- Edvi Illés Pál elszórt költészetei. Korábbi folyóirásokból összeszedte és kiadta Edvi Illés Gyula. Uo. 1853. Online
- Négy fali ABC és olvasótábla. Kisdedovodák s elemi osztályok számára. Uo. 1854.
- Gyermek diaetetika, azaz: életrend-szabályok fi- és nő-népnevendékek számára emlékversekben. Pápa, 1858. (2. kiadás. Uo. 1859.)
- Gyónók katechizmusa, azaz. a szent úrvacsorájához elkészítendő s augusztai hitvallást tartó evangelikus növendékek tanulsága… Uo. 1858.
- Fénygolyók a nősülésre, azaz: eredeti értekezés a ritkán-nősülés okairól és szüntetése módjáról. Felelet a szegedi pályakérdésre 1859. Pest, 1861.

Mint munkatárs és szerkesztő részt vett: az 1831-ben Pesten kiadott Superintendencziális agendában; 1838-ban a dunántúli evangelikusok egyházi és iskolai rendszerének kidolgozásában; a Magyar Tudományos Akadémiához 1832-ben beküldte az evangélikus hittudományban előforduló műszók magyarítását és 1840-ben pótlékokat a magyar szótárhoz; Bowring londoni tanárnak 1829-ben a magyar–angol dalok kiadásához magyar népdal-gyűjteményét átengedte.

### Kéziratban maradt munkái
- Elenchus archivi superintendentiae evang. transdanubianae 1832., ívrét 151 lap;
- A pantheismusról, pályamunka a m. tud. akadémia 1837. philosophiai kérdésére, 4-rét 251 lap;
- Oberlin, vagy a népnevelő falusi lelkész ideálja egy francia papban, 4-rét 147 lap;
- Nemzeti hitszónoklatok, 1848;
- Vidos József fölött gyászünnepély, Pápán;
- Dömölki krónika (1849–50. I. Az új magyar alkotmányos kormány, II. A magyarhoni szabadságharcz, III. Az ostromállapot és a császári kormány kezdete, IV. A császári kormány folytatása, összesen 100 ív);
- Kathedrai hitszónokok stb.

(Cikkeinek és kéziratainak bővebb jegyzéke Haberern Emlékbeszédében és Szinnyei Repertóriumában. Történelem I., II. és Természettudomány).
Kézirásának hasonmása (Magyarország és a Nagyvilág 1881. 31. sz.).
Ifjú éveiben a költészettel tett kisérleteket és ezen foglalkozás közben tudósokkal és könyvkiadókkal levelezésben állott. Költeményei s cikkei a következő lapokban, folyóiratokban és évkönyvekben jelentek meg: a bécsi M. Kurirban (1821–23.), a Hebe c. zsebkönyvben (1821–25.), a szépliteraturai Ajándékban és Koszorúban (1821–28., 1830., 1835–38.), a Tudományos Gyűjteményben (1822–40.), a Zsebkönyvben (1822.), a komáromi Laurában (1824.), a Kedveskedőben (1824–25.), Aurorában (1824.), a Felső Magyarországi Minervában (1825–34.), a Sasban (1831–32), a Társalkodóban (1833–39.), a Hazai Vándorban (1835.), az Athenaeumban (1840.), a Protestáns Egyh. és Iskolai Lapban, a Jelenkorban (névtelenül), Uj m. Múzeumban (V. 1855., X. 1860.), a Vasárnapi Ujságban (1854–59.) és a Prot. Naptárban (1857.) stb., a verseken kívül 254 cikk, amelyeknek a pontos jegyzéke megvan a Haberern Emlékbeszédében.

## Emlékezete
Sírjára a fia készítette a következő felirást: Volt ő pap, férj, atya, iró s hő népbarát.
A Magyar Tudományos Akadémián 1872. június 24. Haberern Jonatán tartott felette emlékbeszédet.

## További irodalom
- Edvi Illés Pál. Vasárnapi Újság, 1856. 48. sz.
- Haberern Jonathan: Edvi Illés Pál emléke. Értekezések a bölcsészeti tudományok köréből (2. 3). Eggenberger, Pest, 1872.